# چپی (فیلم)
چپی (انگلیسی: Chappie) فیلمی آمریکایی در سبک علمی–تخیلی به کارگردانی نیل بلومکمپ است که در ۶ مارس ۲۰۱۵ منتشر شد. در این فیلم شارلتو کوپلی، هیو جکمن، دو پتل و سیگورنی ویور ایفای نقش می‌کنند.
داستان فیلم مربوط به سرگذشت یک ربات تجربی است که توانایی آموختن و احساس کردن برای آن طراحی شده، اما در جریان تولد توسط یک باند جنایتکار و با هدف به‌کارگیری در اقدامات مجرمانه ربوده می‌شود.

## خلاصه داستان
در آینده‌ای نزدیک، جرم و جنایت در کشور آفریقای جنوبی بسیار زیاد شده در شهر ژوهانسبورگ آفریقای جنوبی یک شرکت سازنده تسلیحات نظامی به نام «تتراوال» روبات‌هایی می‌سازد که واحد روباتیک پلیس را شکل می‌دهند، در نتیجه آمار جرم و جنایت به کمک این رباتها بسیار پایین می‌آید. برنامه‌نویس ارشد شرکت به نام «دئون ویلسون» هوش مصنوعی توسعه می‌دهد که خودآگاهی دارد و می‌تواند مانند یک کودک به سرعت آموزش دیده و رشد کند، البته بسیار سریعتر و باهوش‌تر از کودک انسان. رئیس شرکت با دانلود این برنامه در روبات‌ها مخالفت می‌کند اما او پنهانی یکی از روباتها را به خانه می‌برد تا برنامه هوش مصنوعی خودآگاه را در مغز روبات دانلود کند. در بین راه او و روبات توسط سارقین ربوده می‌شود. سارقین او را وادار می‌کنند تا روبات را آماده‌سازی کرده و به آنها تحویل دهد. این روبات «چپی» نامیده می‌شود. به این ترتیب او به اولین رباتی تبدیل می‌شود که قادر است خودش فکر و احساس و مانند یک آموزش ببیند و رشد فکری کند. «چپی» توسط راهزنان آموزش دیده و به کارهای خلاف مشغول می‌شود. پس از آنکه نیروهای پلیس، «چپی» را به عنوان خطری برای بشریت می‌بینند، تلاش می‌کنند تا او را نابود کنند. در انتها وقتی جان سازنده او «دئون ویلسون» و زنی خلافکار که در نظر او مادرش است به خطر می‌افتد آنها را نجات داده ذهن خودش، سازنده‌اش و مادرش را به روبات‌هایی دیگر منتقل می‌کند تا به این ترتیب، نوعی زندگی ابدی پیدا کنند.